# Broken Arrow (Oklahoma)
Broken Arrow é uma cidade localizada no estado norte-americano de Oklahoma, nos condados de Tulsa e Wagoner.

## Geografia
De acordo com o United States Census Bureau, a cidade tem uma área de 161,1 km², onde 159,5 km² estão cobertos por terra e 1,6 km² por água.

### Localidades na vizinhança
O diagrama seguinte representa as localidades num raio de 20 km ao redor de Broken Arrow. 

## Demografia
Segundo o censo nacional de 2010, a sua população é de 98 850 habitantes e sua densidade populacional é de 619,88 hab/km². É a quarta cidade mais populosa do estado. Possui 38 013 residências, que resulta em uma densidade de 238,38 residências/km².